# نیکولاس الیویرا

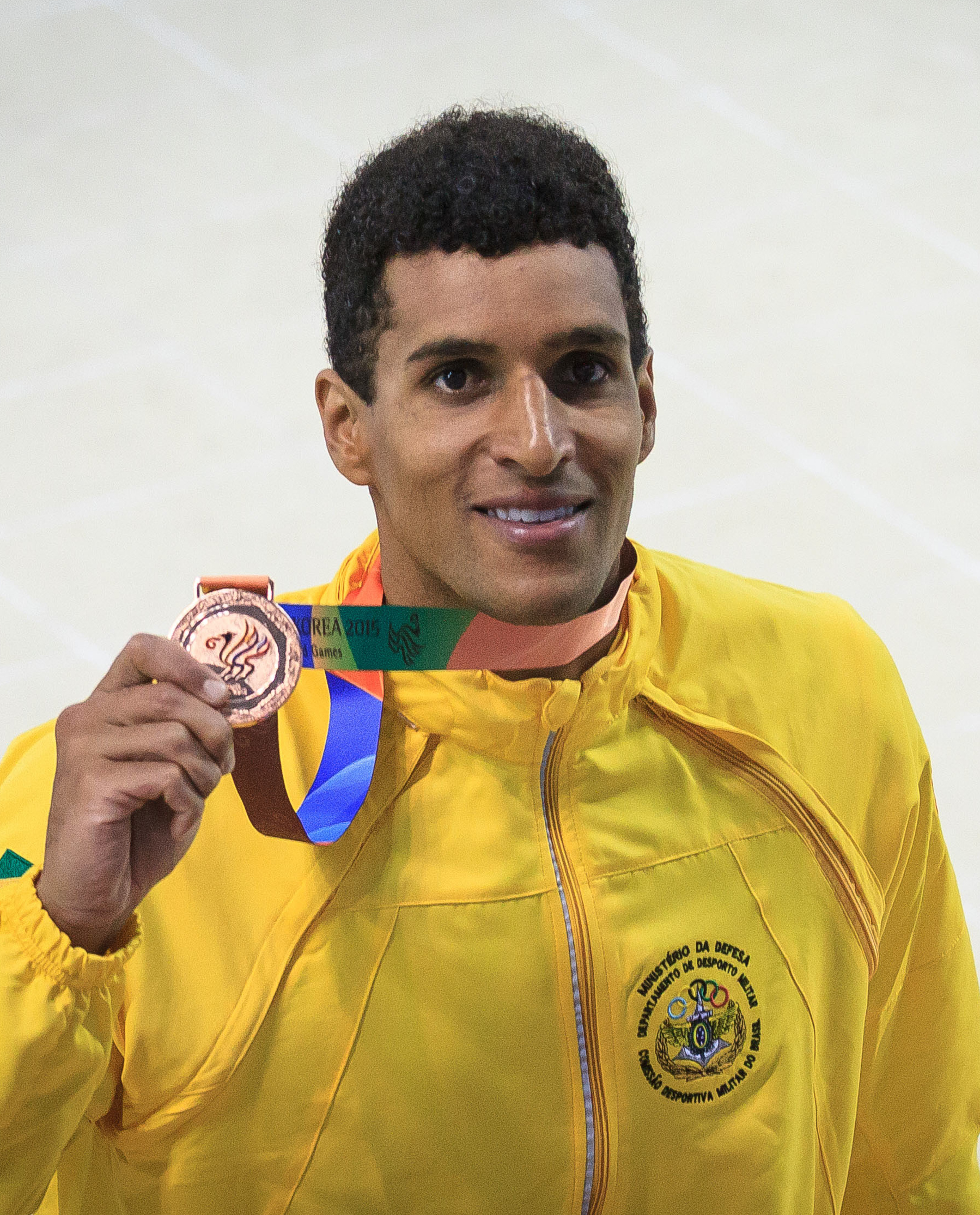
نیکولاس الیویرا در سال ۲۰۱۵

نیکولاس الیویرا (به انگلیسی: Nicolas Oliveira) (زادهٔ ۴ اوت ۱۹۸۷) شناگر اهل برزیل است.